# Городок (Бокситогорський район Ленінградської області)
Городок (рос. Городок) — присілок Бокситогорського району Ленінградської області Росії. Входить до складу Климовського сільського поселення.
Населення — 8 осіб (2012 рік).